# Gastromyzon viriosus
Gastromyzon viriosus är en fiskart som beskrevs av Tan 2006. Gastromyzon viriosus ingår i släktet Gastromyzon och familjen grönlingsfiskar. Inga underarter finns listade i Catalogue of Life.